# Aðalsteinn Aðalsteinsson
Aðalsteinn Aðalsteinsson (* 25. April 1962) ist ein ehemaliger isländischer Fußballspieler. Der Mittelfeldspieler bestritt zwischen 1982 und 1990 vier Länderspiele.
In seiner Spielerkarriere von 1979 bis 1997 spielte er bei den Fußballclubs Víkingur Reykjavík, SK Djerv 1919, Völsungur Húsavík, KS Fjallabyggðar und UMF Sindri Höfn.